# أينيغو لوبيز
أينيغو لوبيز (بالإسبانية: Íñigo López Montaña) هو لاعب كرة قدم إسباني في مركز الدفاع، ولد في 23 يوليو 1982 في لوغرونيو في إسبانيا. لعب مع أتلتيكو مدريد ب وأتلتيكو مدريد وسيلتا فيغو ونادي ألكوركون ونادي باوك ونادي سان سباستيان دي لوس رييس ونادي غرناطة ونادي قرطبة ونادي لاس روزاس ونادي هويسكا.

## وصلات خارجية
- أينيغو لوبيز على موقع قاعدة بيانات كرة القدم.إي يو (الإنجليزية)
- أينيغو لوبيز على موقع Soccerbase.com (لاعب) (الإنجليزية)
- أينيغو لوبيز على موقع Soccerway.com (الإنجليزية)
- أينيغو لوبيز على موقع عالم كرة القدم.نت (الإنجليزية)
- أينيغو لوبيز على موقع AS.com (الإسبانية)